# Amanda Detmer
Amanda Jeannette Detmer (ur. 27 września 1971 w Chico w stanie Kalifornia) – amerykańska aktorka filmowa, teatralna i telewizyjna.
Od 2004 roku jest żoną Bernardo Targetta.

## Filmografia
- 2007: American Crude jako Olivia
- 2007: 1321 Clover jako Sharon Tuttle
- 2007: AmericanEast jako Kate
- 2006: Jam jako Amy
- 2006: Final Move jako Amy Marlowe
- 2006-2007: Czas na Briana (What About Brian) jako Deena Greco
- 2006: Ja, ty i on (You, Me and Dupree) jako Annie
- 2006: Proof of Lies jako Christine Hartley
- 2005: Lucky 13 jako Amy
- 2004: Portrait jako Esther
- 2004: Weekends jako Carolyn McIntyre
- 2004: Ekstremalne randki (Extreme Dating) jako Lindsay Culver
- 2003: A.U.S.A. jako Susan Rakoff
- 2003: Przelotna znajomość (Picking Up and Dropping Off) jako Jane
- 2003: Mów mi swatka (Miss Match) jako Gabrielle (gościnnie)
- 2002: Duży, gruby kłamczuch (Big Fat Liar) jako Monty
- 2002: CSI: Kryminalne zagadki Miami (CSI: Miami) jako pani Mancini (gościnnie)
- 2002: Last Seen jako Jennifer Langson
- 2002: Cztery siostry (Kiss the Bride) jako Danni Sposato
- 2002-2005: Sue Thomas: Słyszące oczy FBI (Sue Thomas: F.B.Eye) jako Wendy Stack (gościnnie)
- 2001: Ja i tata (Little Inside, A) jako Sarah Parker
- 2001: Twarda laska (Saving Silverman) jako Sandy Perkus
- 2001: Majestic (Majestic, The) jako Sandra Sinclair
- 2000: Oszukać przeznaczenie (Final Destination) jako Terry Chaney
- 2000: Dziewczyny i chłopaki (Boys and Girls) jako Amy
- 2000: M.Y.O.B. jako Lisa Overbeck
- 1999: Policyjna odznaka (To Serve and Protect) jako Tyler Harris-Carr
- 1999: Ryan Caulfield: Year One jako Casey
- 1999: Zabójcza piękność (Drop Dead Gorgeous) jako Miss Minneapolis
- 1995: Skradziona niewinność (Stolen Innocence) jako Dannie Baldwin
- 1994: HBO First Look jako Sandra Sinclair (gościnnie)